# Clean (Film)
Clean ist ein 2004 erschienener Film des französischen Regisseurs Olivier Assayas, die Hauptrollen spielten Nick Nolte und Maggie Cheung. Der Film startete im Wettbewerb der Internationalen Filmfestspiele von Cannes 2004.

## Handlung
Der Film erzählt die Geschichte Emily Wangs, die nach einem turbulenten Lebensabschnitt darum kämpft, ihren Sohn wiederzusehen, der von seinen Großeltern aufgezogen wird.
Die Hauptfigur Emily Wang träumt von einer großen Karriere als Rocksängerin. Zu Beginn des Filmes ist davon jedoch nur wenig zu spüren. Ihr Mann Lee Hauser, mit dem sie einen gemeinsamen Sohn hat, steht auf der Karriereleiter noch über ihr – über beiden dämmert jedoch der Schatten des Absturzes, denn sie führen ein Leben, das durch Drogenmissbrauch und Lebenszweifel geprägt ist. 
Nachdem Lee an einer Überdosis gestorben ist, ändert sich auch Emilys Leben radikal. Sie kommt wegen Drogenbesitzes ins Gefängnis und verliert das Sorgerecht für ihren Sohn. Nachdem sie aus dem Gefängnis entlassen wurde, versucht sie ihr Leben wieder zu ordnen. Sie reist nach Paris, wo sie in ein Methadon-Programm aufgenommen wird. Doch das Leben ohne ihren Sohn Jay wird für sie zur Belastung. Dieser lebt bei seinen Großeltern Rosemary und Albrecht. Erst nach Rosemarys Tod ringt Albrecht sich dazu durch, den Kontakt zu Emily wieder aufzunehmen.

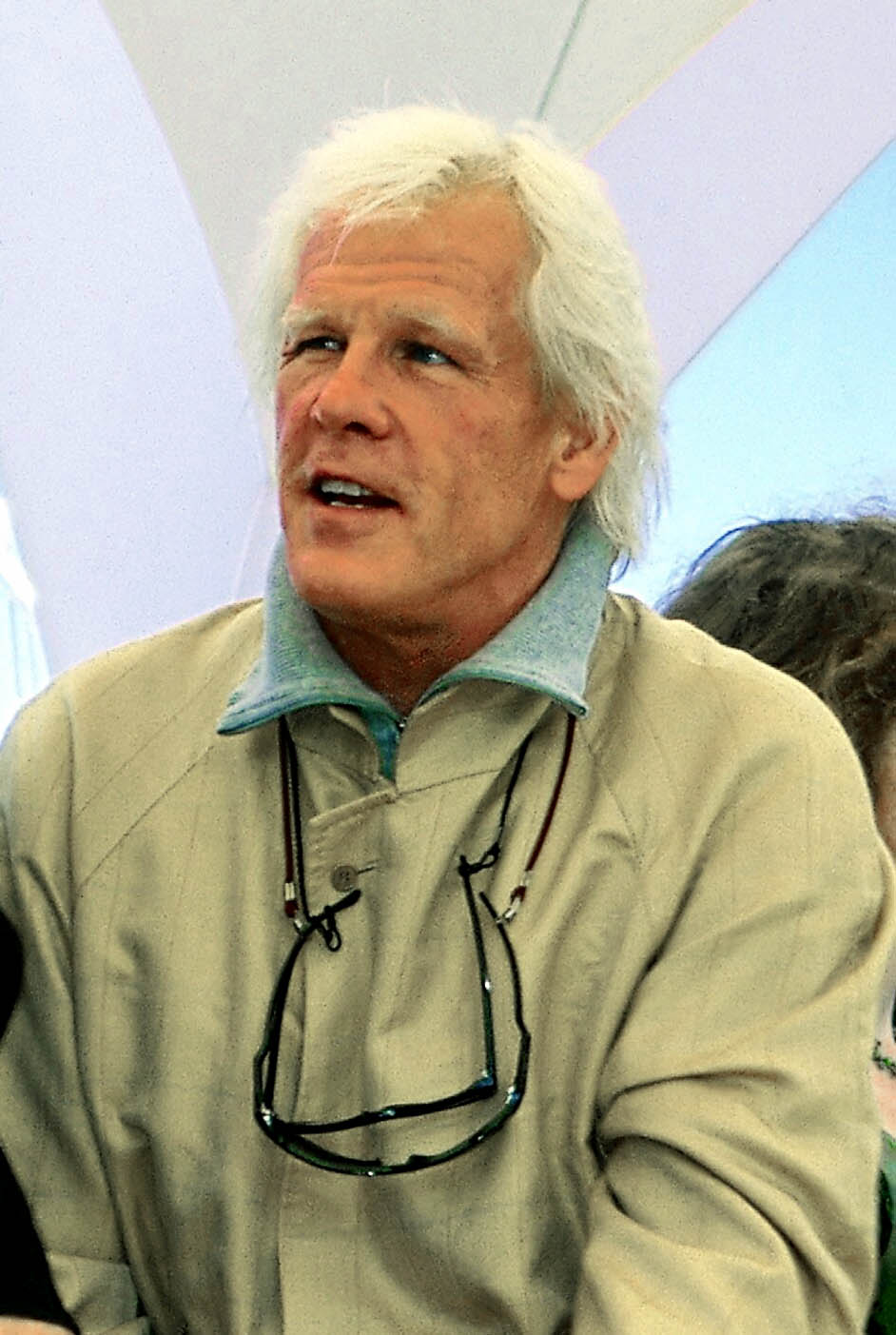
Hauptdarsteller Nick Nolte
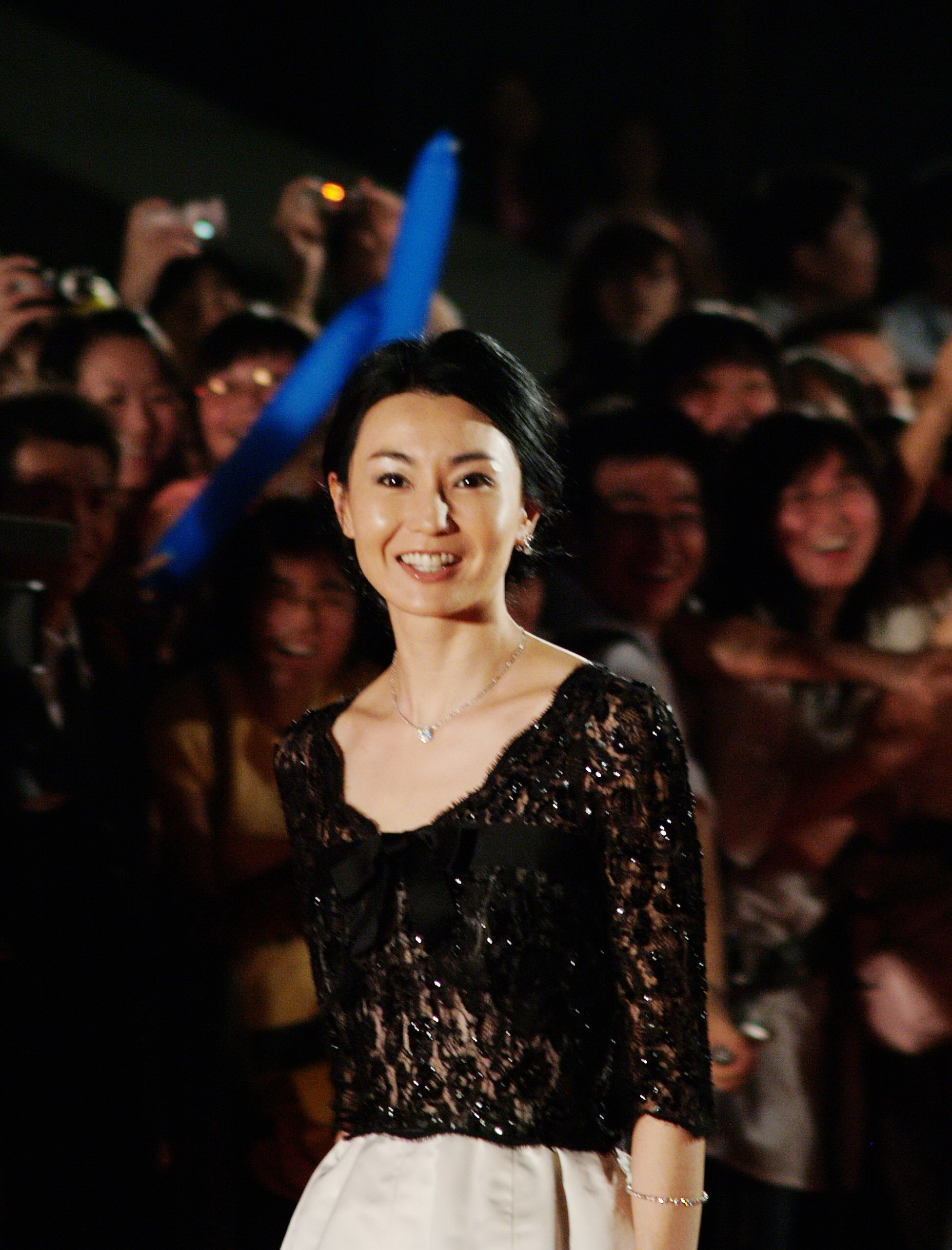
Hauptdarstellerin Maggie Cheung

## Kritiken
„Olivier Assayas Film Clean, [...], lebt weniger von einer subtilen Story, die an manchen Stellen allzu klischeebehaftet daherkommt, als vielmehr von der Ausdruckskraft Cheungs, der routinierten Abgeklärtheit Nick Noltes, der hier langsam andeutet, mit welcher Art von Rollen seine Karriere weitergehen könnte und von Assayas Gespür für ausdrucksvolle Situationen, die von der meisterhaften Kameraarbeit Eric Gautiers kongenial in beeindruckende Bilder gekleidet wird.“

## Auszeichnungen
Internationale Filmfestspiele von Cannes 2004
- Beste Hauptdarstellerin - Maggie Cheung
- Technik Grand Prix - Éric Gautier
- Nominierung für die Goldene Palme

César 2005
- Nominierung Beste Hauptdarstellerin - Maggie Cheung
- Nominierung Beste Kamera - Éric Gautier